# هجرة الأسماك

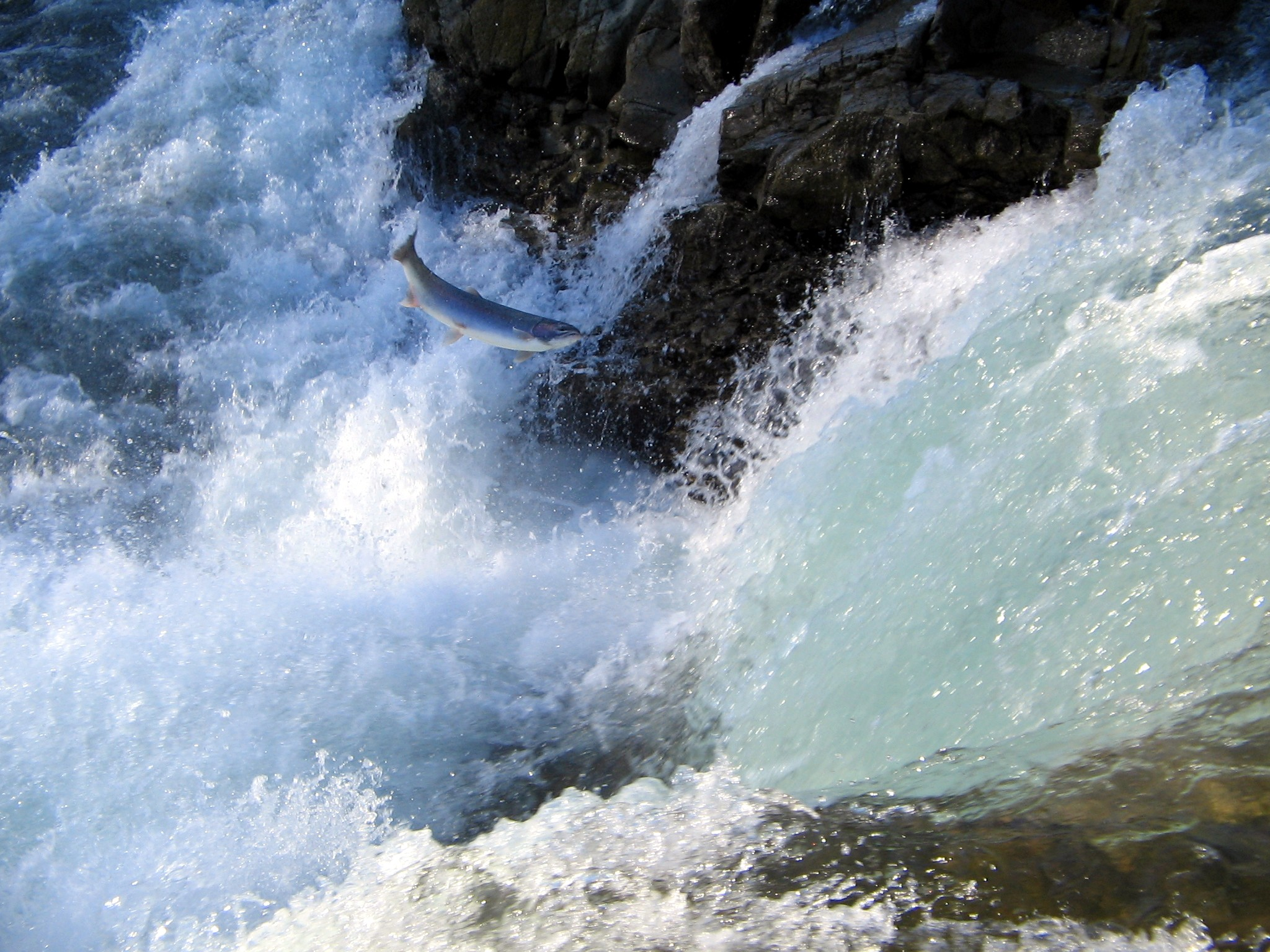
العديد من أنواع السلمون يُهاجر عبر الأنهار والجداول من أجل التكاثر.

هجرة الأسماك أو الصعاد هُناك العديد من أنواع الأسماك التي تُهاجر على فتراتٍ زمنية تتراوح بين يومياً أو سنوياً أو قد يطول ذلك أكثر من عام، وبين فتراتٍ مكانية تتراوح بين عدة أمتار إلى آلاف الكيلومترات عبر المُحيطات، تُعتبر الهجرة في الأسماك من عوامل الحفاظ على حياتها حيث تكون الهجرة إما من أجل الغذاء أو الانتقال إلى مياه تقل فيها نسبه الملوثات أو لوضع البيض والتكاثر وكذلك للبيات الشتوي، تختلف العوامل المؤدية إلى هجرة الأسماك، منها العوامل البيولوجية التي تنطوي على تطور الحالة الجنسية للأسماك، وأيضاً مقدار الدهن المخزن في الجسم، والذاكرة الوراثية، والتغيرات في ضغط دم الأسماك، كما تتواجد كذلك عوامل أخرى وهي العوامل الطبيعية كدرجة الحرارة والضغط الجوي والخواص الطبيعية للمياه.